# Просте число Волла — Суня — Суня
В теорії чисел просте число Волла — Суня — Суня (англ. Wall-Sun-Sun) або просте число Фібоначчі — Віферіха (Fibonacci-Wieferich) — одне з ймовірно існуючих простих чисел певного виду, пов'язаних з числами Фібоначчі.

## Визначення
Нехай {\displaystyle p} просте число. Послідовність чисел Фібоначчі за модулем {\displaystyle p} утворює періодичну послідовність. Мінімальна довжина періоду цієї послідовності називається періодом Пізано і позначається як {\displaystyle \pi (p)}. Оскільки {\displaystyle F_{0}=0}, звідси випливає, що {\displaystyle p} ділить {\displaystyle F_{\pi (p)}}. Просте {\displaystyle p}, таке що {\displaystyle p^{2}} ділить {\displaystyle F_{\pi (p)}} називається простим Волла — Суня — Суня.

### Еквівалентні визначення
Просте число {\displaystyle p\neq 2,5} називається простим Волла — Суня — Суня, якщо {\displaystyle p^{2}} ділить число Фібоначчі {\displaystyle F_{p-\left({\frac {p}{5}}\right)}}, де символ Лежандра {\displaystyle \left({\tfrac {p}{5}}\right)} визначається як:
{\displaystyle \left({\frac {p}{5}}\right)={\begin{cases}1,&{\text{if}}\ p\equiv \pm 1{\pmod {5}}\\-1,&{\text{if}}\ p\equiv \pm 2{\pmod {5}}\end{cases}}}
Просте число {\displaystyle p} називається простим Волла — Суня — Суня, якщо {\displaystyle L_{p}\equiv 1{\pmod {p^{2}}}}, де {\displaystyle L_{p}} — {\displaystyle p}-е число Люка.

## Існування
Вивчаючи період Пізано, Дональд Волл встановив, що не існує простих чисел Волла — Суня — Суня, менших за 10000.
Існує гіпотеза, що простих чисел Волла — Суня — Суня нескінченно багато, однак станом на серпень 2022 року жодного такого простого числа знайдено не було.
В 2007 році Річард Макінтош (Richard J. McIntosh) та Ерік Ретґер (Eric L. Roettger) показали, що якщо вони існують, то мають бути більші за 2⋅1014. В 2010 році Франсуа Доре (François G. Dorais) та Домінік Клайв (Dominic Klyve) посунули межу до 9,7⋅1014. У грудні 2011 року було розпочато пошук простих Волла — Суня — Суня в проєкті PrimeGrid, однак він був зупинений в травні 2017 року. В листопаді 2020 року PrimeGrid розпочав новий проєкт з одночасним пошуком простих Віферіха та Волла — Суня — Суня. Станом на серпень 2022 року PrimeGrid дійшов до межі у 14,4⋅1018 та продовжує пошук майже простих чисел Волла — Суня — Суня.

### Майже прості Волла— Суня— Суня
Просте число {\displaystyle p}, що задовільняє рівнянню {\displaystyle F_{p-\left({\frac {p}{5}}\right)}\equiv Ap{\pmod {p^{2}}}} для малих значень {\displaystyle \mid A\mid }, називається майже простим Волла — Суня — Суня. PrimeGrid шукає майже прості за умовою |A| ≤ 1000. Відомо декілька випадків, коли A = ±1 (послідовність A347565 з Онлайн енциклопедії послідовностей цілих чисел, OEIS).

## Історія
Прості числа Волла — Суня — Суня названі на честь Дональда Волла (Donald Dines Wall) і братів близнюків Чжи Хон Суня (Zhi Hong Sun) та Чжи Вей Суня (Zhi Wei Sun), які в 1992 році показали, якщо перша умова великої теореми Ферма не виконується для певного простого {\displaystyle p}, то {\displaystyle p} має бути простим числом Фібоначчі — Віферіха. Таким чином, до того, як велика теорема Ферма була доведена Ендрю Вайлсом, пошук простих Фібоначчі — Віферіха мав на меті знайти потенційний контрприклад.